# Philomma
Philomma là một chi bướm đêm thuộc họ Noctuidae, hiện tại nó được coi là đồng nghĩa của Derrima.